# DEAREST DROP
「DEAREST DROP」（ディアレストドロップ）は、田所あずさの楽曲。Q-MHzが作詞、作曲を手掛けた。田所の6枚目のシングルとして、2017年4月26日にLantisから発売された。

## 背景・音楽性
本曲は、テレビアニメ『終末なにしてますか? 忙しいですか? 救ってもらっていいですか?』のオープニングテーマとして制作された。田所は同アニメで、ヒロインのクトリ・ノタ・セニオリス役（以下クトリと表記）としても出演している。切なくて儚い曲調で、前作の「運命ジレンマ」や前々作の「1HOPE SNIPER」と異なり、王道のアニメソングになっている。歌詞はアニメの世界観に寄せられており、同作にて、クトリは15歳くらいで寿命を迎える妖精兵という種族であり、主人公に恋をするが残された時間が少ないキャラクターとして描かれているが、そういったクトリの心情を表したものとなっている。レコーディングの際にはQ-MHzの畑亜貴、田代智一、田淵智也も立ち会い、畑から"儚さの中にも力強さを入れて"と歌詞の解釈などについて、田代と田淵からは歌の技術的な面についてそれぞれディレクションを受け、また楽曲の世界観がアニメに寄せられていることから感情移入もしやすく、迷うことのないレコーディングだったという。
2017年3月7日深夜放送の『ミュ〜コミ+プラス』にて初解禁され、4月9日に水戸市で開催された『AZUSA TADOKORO LIVE TOUR 2017〜DilEMmA〜』茨城公演にて初披露された。

## ミュージック・ビデオ
白を基調とした幻想的なミュージック・ビデオとなっており、アニメ『終末なにしてますか? 忙しいですか? 救ってもらっていいですか?』のエンディングテーマ「フロム」を歌うTRUEがゲスト出演している。最後に金魚鉢を持つシーンがあるが、これは「フロム」のミュージック・ビデオに繋がる仕掛けとなっている。

## シングルリリース
2017年4月26日にLantisから発売された。田所あずさのシングルとしては、前作『運命ジレンマ』から約3ヶ月ぶりのリリースとなる。アーティストジャケット盤、アニメジャケット盤の2形態でリリースされ、カップリングには「残存エレジー」が共通で収録され、アーティストジャケット盤のみ「レッドラズベリー」も収録されている。また同日より音楽配信が行われている。
共通カップリング曲の「残存エレジー」は藤本記子が作詞を務めた。これは藤本が『アイドルマスター ミリオンライブ!』で田所が演じるキャラクターが歌う「アライブファクター」の作詞をしていて、また同作内で別のキャラクターの歌として「リフレインキス」を書いており、この2つの詞のギャップに驚いた田所が藤本に自分のソロ活動でも詞を書いてもらいたい、とお願いしたことがきっかけとなっている。

## シングル収録内容

### アーティストジャケット盤
| #         | タイトル             | 作詞       | 作曲       | 編曲       | 時間  |
| --------- | -------------------- | ---------- | ---------- | ---------- | ----- |
| 1.        | 「DEAREST DROP」     | Q-MHz      | Q-MHz      | 増田武史   | 5:04  |
| 2.        | 「残存エレジー」     | 藤本記子   | 俊龍       | 高田暁     | 3:51  |
| 3.        | 「レッドラズベリー」 | 結城アイラ | 神田ジョン | 神田ジョン | 3:44  |
| 合計時間: | 合計時間:            | 合計時間:  | 合計時間:  | 合計時間:  | 12:40 |

### アニメジャケット盤
| #         | タイトル                     | 作詞  | 作曲・編曲 | 時間 |
| --------- | ---------------------------- | ----- | ---------- | ---- |
| 1.        | 「DEAREST DROP」             |       |            | 5:04 |
| 2.        | 「残存エレジー」             |       |            | 3:51 |
| 3.        | 「DEAREST DROP (Off vocal)」 |       |            | 5:04 |
| 4.        | 「残存エレジー (Off vocal)」 |       |            | 3:49 |
| 合計時間: | 合計時間:                    | 17:49 |            |      |

## 参加ミュージシャン
- DEAREST DROP
  - 増田武史 - ギター
  - 田辺トシノ - ベース
  - 髭白健 - ドラムス
  - 室屋光一郎ストリングス - ストリングス
- 残存エレジー
  - 江畑コーヘー - ギター
  - 田辺トシノ - ベース
  - 平川象士 - ドラムス
  - 真砂陽地 - トランペット
  - 溝田喬士 - トランペット
  - 小坂"サスケ"武巳 - トロンボーン
  - Hamber - アルト・サックス、テナー・サックス
- レッドラズベリー
  - 神田ジョン - ギター
  - 二村学 - ベース
  - 髭白健 - ドラムス